# 4 estrellas
4 estrellas (originalmente llamada El hotelito) fue una serie de televisión española producida por Good Mood en colaboración con RTVE para La 1 y RTVE Play. Se emitió entre el 23 de abril de 2023 y el 10 de octubre de 2024, y cuenta con tres temporadas y 259 capítulos. Premio Alma 2025 al mejor guion de serie diaria, concedido por el Sindicato de Guionistas de España ALMA. 

## Historia
En mayo de 2022 se anuncia que RTVE está desarrollando una nueva serie diaria para el access prime time con Daniel Écija y Good Mood. Las primeras propuestas para el reparto fueron Toni Acosta, Malena Alterio, Alejo Sauras, Kira Miró o Paco Tous.
El 11 de enero de 2023comienza el rodaje de la primera temporada de la serie, pero no es hasta el 12 de febrero de 2023 cuando se confirma que la serie ha empezado su rodaje en Madrid con Toni Acosta y Antonio Resines. En marzo de ese mismo año se anuncia todo el reparto completo, con las incorporaciones de Marta Aledo, Dafne Fernández, Ana Gracia, David Lorente, Alejandro Albarracín, Ana Jara, Martí Cordero, Marina Baeza, Rosario Pardo, Francesca Piñón, Raúl Prieto, Gonzalo Caps, Antonio Molero, Álvaro Fontalba, Belén Écija, Édgar Vittorino, Carolina Rubio y Luisa Martín.
En septiembre de 2023, RTVE renueva la serie por una segunda temporada de 65 episodios, cuyo rodaje comenzó el 16 de octubre de 2023 y se estrenó tras el final de la primera, el 12 de diciembre de 2023. Esta segunda temporada cuenta con las incorporaciones al reparto de Francis Lorenzo, Elisa Matilla, Jorge Suquet, Marta Guerras, Nacho López, Chani Martín, Pepa Aniorte, Ismael Martínez, Álex Mola, Estefanía de los Santos, Secun de la Rosa, Aleida Torrent e Iván Vigara y con las salidas de Francesca Piñón, Raúl Prieto, Alejandro Albarracín, Édgar Vittorino, Gonzalo Caps y Luisa Martín.
El 23 de febrero de 2024 se hizo pública la noticia de que la serie tendría una tercera temporada de 67 episodios, que alargaría 4 estrellas hasta los 259 capítulos. El 27 de abril de 2024 la actriz Dafne Fernández confirmaba la tercera temporada como la última de la serie. Dos meses más tarde, los actores finalizaban el rodaje de la serie.
El 4 de septiembre de 2024, a falta de 20 episodios por emitir, La 1 finalizó la emisión de la serie en el access prime time y pasó a ser sustituida por La Revuelta en la franja. A partir del 9 de septiembre, los capítulos restantes se emiten de lunes a jueves en RTVE Play a las 20:00 horas.

## Sinopsis

### Primera temporada
El Hotel Lasierra acaba de recibir su cuarta estrella en el peor momento posible. Clara (Toni Acosta), una antigua amiga de la infancia de Silvia (Marta Aledo), ha vuelto con un secreto bajo el brazo… «Yo también soy parte de esta familia. Yo también soy una Lasierra». Rita (Ana Gracia), una madre demasiado preocupada por las apariencias, va a tirarse de los pelos con la noticia. Marta (Dafne Fernández), caprichosa y superficial, va a declararle la guerra desde el minuto uno. Y Silvia hará todo lo posible porque la situación no se vaya de madre.
Ellas son la nueva familia Lasierra, las cuatro estrellas de esta nueva serie. Ahora tendrán que dejar sus diferencias a un lado para sacar adelante el hotel. ¿Serán capaces de hacerlo?

### Segunda temporada
Tras la vuelta de vacaciones, Rita llega con una noticia que va a cambiar la vida de todos para siempre: «Os presento a Rafael. Vamos a casarnos». 
Vera siempre ha tenido una reina y ahora es el momento de que se conozca a su nuevo rey. Y no solo a él, porque Rafael (Francis Lorenzo) viene acompañado de toda su familia. Paz (Elisa Matilla), la cuñada y perro guardián del clan; Tristán (Jorge Suquet), el hijastro independiente; Paula (Marta Guerras), la niña bien que encandila a todos con su sonrisa, y Diego (Nacho López), el yerno sinvergüenza. 
Los Albalad van a llegar como un huracán difícil aplacar y, desde el minuto uno, habrá choque con las Lasierra. Su presencia va a destapar innumerables secretos, romances prohibidos y misterios complicados de resolver. En concreto, uno relacionado con las exmujeres de Rafael, que hará que todos se preocupen por Rita. 
Pero este no va a ser el único problema con el que tendrán que lidiar las hermanas Lasierra.

### Tercera temporada
Blanca (Belinda Washington) vuelve a Vera del Rey tras 40 años de ausencia con el fin de reencontrarse con Rita, su hermana, y cerrar viejas heridas del pasado. Lo hará acompañada de sus hijos; Jorge (Sergio Mur) y Yago (Rodrigo Poisón), y su nieto Pablito (Alejandro Gonzalo), quienes pondrán la casa y las vidas de las Lasierra patas arriba. Porque lo que Rita, Marta y Silvia  no saben, es que el regreso de Blanca no se debe al deseo de una reconciliación familiar, sino a la necesidad de escapar de México y de los peligros que allí les acechan.
Pero la familia Lasierra no es la única a la que, en muy poco tiempo, le ha cambiado la vida. Angelita (Estefanía de los Santos) se ha quedado al frente del Chelsea y al cuidado de su hija Desi (Denisse Peña). Por suerte, no lo hará sola, porque a Vera llega Álex (Oliver Ruano); el hermano de Angelita, que ha regresado de las misiones y va a instalarse como el nuevo párroco, despertando las pasiones de muchas feligresas y, en concreto, de Bea (Nuria Herrero).
Bea y el padre Alejandro no será la única pareja que vivan su relación a flor de pie. Mientras que Luz y Ainhoa asumirán el reto de la maternidad, Martínez y Menchu librarán su particular viacrucis en su anhelo por tener un hijo. Ambas parejas vivirán las dos caras de una misma moneda. Pero si algo define a ambas es el poder del amor… un amor que les llevará a tomar decisiones que jamás imaginaron. 

## Localizaciones
La serie se graba en Toboggan Studios en Boadilla del Monte (Madrid).
Las vistas aéreas del municipio ficticio de Vera del Rey son de Covarrubias (Burgos).

## Reparto

### Principales
| Intérprete              | Personaje                                        | Temporadas | Temporadas | Temporadas |
| Intérprete              | Personaje                                        | 1          | 2          | 3          |
| ----------------------- | ------------------------------------------------ | ---------- | ---------- | ---------- |
| Toni Acosta             | Clara Rojo                                       | Principal  | Principal  | Secundario |
| Dafne Fernández         | Marta Lasierra Vázquez                           | Principal  | Principal  | Principal  |
| Marta Aledo             | Silvia Lasierra Vázquez                          | Principal  | Principal  | Principal  |
| David Lorente           | Javier Romaña Plaza                              | Principal  | Principal  | Principal  |
| Ana Gracia              | Margarita "Rita" Vázquez Serrano                 | Principal  | Principal  | Principal  |
| Rosario Pardo           | María Francisca "Marifrán" Villullas             | Principal  | Principal  | Principal  |
| Francesca Piñón         | Cuca Sampedro                                    | Principal  |            |            |
| Raúl Prieto             | Julio Conde                                      | Principal  |            | Secundario |
| Antonio Molero          | Arturo Pérez Sañudo                              | Principal  | Principal  | Principal  |
| Alejandro Albarracín    | Andrés Herrero                                   | Principal  | Secundario | Secundario |
| Ana Jara                | Luz Romaña Lasierra                              | Principal  | Principal  | Principal  |
| Belén Écija             | Ainhoa Arminza                                   | Principal  | Principal  | Principal  |
| Édgar Vittorino         | Paolo Romero Rodríguez (nacido Gaspar Hernández) | Principal  |            |            |
| Álvaro Fontalba         | Miguel Martínez                                  | Principal  | Principal  | Principal  |
| Gonzalo Caps            | José Antonio Conde                               | Principal  | Secundario | Secundario |
| Marina Baeza            | Sara Rojo                                        | Principal  | Principal  |            |
| Martí Cordero           | Jon Romaña Lasierra                              | Principal  | Principal  | Principal  |
| Carolina Rubio          | María del Carmen "Menchu" Arias Martín           | Principal  | Principal  | Principal  |
| Marta Guerras           | Paula Albalad Medina                             |            | Principal  |            |
| Nacho López             | Diego Blanco Gil                                 | Secundario | Principal  | Episódico  |
| Jorge Suquet            | Tristán Civera Suárez                            |            | Principal  |            |
| Ismael Martínez         | Pedro Beltrán Arminza                            |            | Principal  |            |
| Elisa Matilla           | Paz Medina Aguado                                |            | Principal  |            |
| Chani Martín            | Miguel Romaña Plaza                              | Episódico  | Principal  | Principal  |
| Estefanía de los Santos | Ángela "Angelita" Vargas Losada                  | Episódico  | Principal  | Principal  |
| Álex Mola               | Lucas Beltrán del Alba                           |            | Principal  |            |
| Nuria Herrero           | Beatriz “Bea” Vega                               |            | Principal  | Principal  |
| Denisse Peña            | Desiré “Desi” Vargas Losada                      |            | Principal  | Principal  |
| Francis Lorenzo         | Rafael Albalad Ortiz (†)                         |            | Principal  |            |
| Francesco Arca          | Andrea Mancini                                   |            | Principal  |            |
| Belinda Washington      | Blanca Vázquez                                   |            |            | Principal  |
| Sergio Mur              | Jorge Acín Vázquez                               |            |            | Principal  |
| Oliver Ruano            | Alejandro "Álex" Vargas Losada                   |            |            | Principal  |
| Rodrigo Poisón          | Yago Acín Vázquez                                |            |            | Principal  |
| Javi Coll               | Teniente Sergio Ibáñez                           |            |            | Principal  |
| Sara Vidorreta          | Nuria Ibáñez                                     |            |            | Principal  |
| Fernando Carrera        | Armando Montes                                   |            |            | Principal  |
| Guillermo Manuel Ortega | Francisco "Paco" Sánchez                         |            |            | Principal  |
| Alejandro Gonzalo       | Pablo "Pablito" Acín Rivas                       |            |            | Principal  |
| Ane Gabarain            | Diana Ibáñez                                     |            |            | Principal  |

### Secundarios
| Intérprete              | Personaje                    | Temporadas | Temporadas | Temporadas |
| Intérprete              | Personaje                    | 1          | 2          | 3          |
| ----------------------- | ---------------------------- | ---------- | ---------- | ---------- |
| Antonio Resines         | Ricardo Lasierra             | Secundario |            |            |
| Luisa Martín            | Felisa de Dios               | Secundario |            |            |
| Carlos Olalla           | Alfredo Herrero              | Secundario |            |            |
| Fernando Andina         | Sergio                       | Secundario |            |            |
| Miriam Díaz-Aroca       | Lourdes                      | Secundario |            |            |
| Víctor Duplá            | Raúl Conde                   | Secundario |            |            |
| Miryam Gallego          | Blanca Beltrán               | Secundario |            |            |
| Javier Pereira          | Hugo Castellanos de Armas    | Episódico  |            |            |
| Lola Moltó              | Asunción "Asun" de Armas     | Episódico  |            |            |
| Santiago Molero         | Julián                       | Episódico  |            |            |
| Mariam Hernández        | Laura Duque                  | Episódico  |            |            |
| Iván Vigara             | Dani Romaña Quintanilla      | Episódico  | Episódico  | Episódico  |
| Fernando Barona         | David García                 | Episódico  | Episódico  |            |
| Pepa Aniorte            | Rosa Quintanilla García      |            | Secundario |            |
| Secun de la Rosa        | Leonardo "Leo" Albalad Ortiz |            | Secundario |            |
| Chiqui Fernández        | Mercedes "Merche" Martín     |            | Secundario |            |
| Maru Valdivieso         | Eva Suárez                   |            | Episódico  |            |
| Raúl Fernández de Pablo | Antúnez                      |            |            | Secundario |
| Antonio Velázquez       | Marcos                       |            |            | Secundario |
| Miriam Giovanelli       | Inés                         |            |            | Secundario |
| Ernesto Sevilla         | Blasco                       |            |            | Secundario |
| Ana Morgade             | Mabela                       |            |            | Secundario |

## Equipo técnico

### Primera temporada (2023)
- Idea original: Daniel Écija, Ángel Turlán y Borja González Santaolalla.
- Producción ejecutiva: Daniel Écija, Javier Lorenzo (Good Mood) y Mar Díaz (RTVE).
- Dirección de la serie: Manu Gómez, Álvaro Vicario, Laura Campos, Luis Arribas y Juan Gil.
- Dirección de Producción: Sandra Melchor.
- Dirección Argumental: Ángel Turlán.
- Coordinación de escaleta: Tirso Conde.
- Coordinación de diálogos: Aitor Santos.
- Guion: Ángel Turlán, Tirso Conde, Aitor Santos, Maite Pérez, Mario Albelo, Paco de Campos, Juan Salvador, Denis López, Diego Soto, David Muñoz, Ana Boyero, Eva Baeza, Nuria Cabello, Bea Esos, Ángela Obón, Beatriz Arias, Raquel Martín, Luis Chover, Borja Glez. Santaolalla y Diana Rojo.
- Coordinación general: Jota Franco.
- Director principal: Luis Arribas.
- Dirección: Luis Arribas, Manu Gómez, Álvaro Vicario, Laura Campos, Jacobo Martos, Juan Gil y Marcos H. Asensio.
- Dirección de Fotografía: Fernando López Coloma y Paco Pérez.
- Casting: Ana Sainz-Trápaga y Patricia Álvarez de Miranda.
- Dirección de Arte: Marcelo Pacheco.
- Decoradora: Alicia Larrey.
- Diseño de Vestuario: Gualter de Sá.
- Diseño de Maquillaje y Peluquería: Ana Ramírez, Fátima González y Julián Fernández.
- Montadores: Quique Verdú, Chema Quintanal, Luis Terrón, Silvia Pizarro y Paco Díaz.
- Músico: Jeansy Aúz.
- Auxiliares de cámara: Ros Guerrero Meriño, Patricia González López, Lourdes Otero Crespo y Beatriz García de Carellán.

## Temporadas y audiencias
| Temporada | Episodios | Estreno                 | Final                   | Protagonistas | Audiencia    | Audiencia |
| Temporada | Episodios | Estreno                 | Final                   | Protagonistas | Espectadores | Cuota     |
| --------- | --------- | ----------------------- | ----------------------- | --- | ------------ | --------- |
| 1.ª       | 127       | 23 de abril de 2023     | 11 de diciembre de 2023 | Clara Rojo (Toni Acosta) y Julio Conde (Raúl Prieto) Marta Lasierra (Dafne Fernández) y Andrés Herrero (Alejandro Albarracín) Silvia Lasierra (Marta Aledo) y Javier Romaña (David Lorente) Rita Vázquez (Ana Gracia) y Ricardo Lasierra (Antonio Resines) Luz Romaña (Ana Jara) y Ainhoa Arminza (Belén Écija)                         | 1 062 000    | 8,4%      |
| 2.ª       | 65        | 12 de diciembre de 2023 | 29 de abril de 2024     | Clara Rojo (Toni Acosta) y Pedro Beltrán (Ismael Martínez) Marta Lasierra (Dafne Fernández), Paula Albalad (Marta Guerras) y Diego Blanco (Nacho López) Silvia Lasierra (Marta Aledo) y Javier Romaña (David Lorente) Rita Vázquez (Ana Gracia) y Rafael Albalad (Francis Lorenzo) Luz Romaña (Ana Jara) y Ainhoa Arminza (Belén Écija) | 998 000      | 7,4%      |
| 3.ª       | 67        | 1 de mayo de 2024       | 10 de octubre de 2024   | Marta Lasierra (Dafne Fernández) y Jorge Acín (Sergio Mur) Silvia Lasierra (Marta Aledo) y Javier Romaña (David Lorente) Rita Vázquez (Ana Gracia) y Blanca Vázquez (Belinda Washington) Luz Romaña (Ana Jara) y Ainhoa Arminza (Belén Écija)                                                                                           | 713 000      | 6,4%      |
| Total     | 259       | 23 de abril de 2023     | 10 de octubre de 2024   | – | 976 000      | 7,7%      |

### Primera temporada (2023)
| Episodios emitidos | Episodios emitidos | Episodios emitidos                   | Episodios emitidos | Episodios emitidos | Episodios emitidos |
| N.º (serie)        | N.º (temp.)        | Título                               | Fecha de emisión   | Audiencia          | Audiencia          |
| N.º (serie)        | N.º (temp.)        | Título                               | Fecha de emisión   | Espectadores       | Cuota              |
| ------------------ | ------------------ | ------------------------------------ | ------------------ | ------------------ | ------------------ |
| 1                  | 1                  | Y una en el cielo                    | 23/04/2023         | 1 794 000          | 13,0%              |
| 2                  | 2                  | Así está perfecto                    | 23/04/2023         | 1 794 000          | 13,0%              |
| 3                  | 3                  | En Vera hay de todo                  | 24/04/2023         | 1 398 000          | 9,5%               |
| 4                  | 4                  | Un banco en un parque... o un jardín | 25/04/2023         | 1 313 000          | 9,3%               |
| 5                  | 5                  | Bienvenida                           | 26/04/2023         | 1 146 000          | 8,4%               |
| 6                  | 6                  | Adiós, papá                          | 27/04/2023         | 1 086 000          | 8,3%               |
| 7                  | 7                  | De toda la vida                      | 01/05/2023         | 1 277 000          | 9,4%               |
| 8                  | 8                  | Operación vino tinto                 | 02/05/2023         | 1 224 000          | 8,8%               |
| 9                  | 9                  | El pulso de la calle                 | 03/05/2023         | 1 110 000          | 8,1%               |
| 10                 | 10                 | El culebrón de Vera del Rey          | 04/05/2023         | 1 067 000          | 7,8%               |
| 11                 | 11                 | Pegatinas                            | 04/05/2023         | 1 107 000          | 8,2%               |
| 12                 | 12                 | Una noche en vela                    | 08/05/2023         | 1 446 000          | 10,2%              |
| 13                 | 13                 | El apagón                            | 09/05/2023         | 1 043 000          | 7,1%               |
| 14                 | 14                 | Por los hijos, mato                  | 10/05/2023         | 1 112 000          | 8,1%               |
| 15                 | 15                 | El ingrediente secreto               | 15/05/2023         | 1 284 000          | 9,0%               |
| 16                 | 16                 | Suite nupcial                        | 16/05/2023         | 1 256 000          | 8,9%               |
| 17                 | 17                 | Otra oportunidad                     | 17/05/2023         | 1 029 000          | 7,1%               |
| 18                 | 18                 | Conversaciones pendientes            | 18/05/2023         | 1 142 000          | 8,0%               |
| 19                 | 19                 | Los anillos del dragón               | 18/05/2023         | 1 014 000          | 7,6%               |
| 20                 | 20                 | Cuestión de confianza                | 22/05/2023         | 1 331 000          | 9,1%               |
| 21                 | 21                 | Que viene el lobo                    | 23/05/2023         | 1 228 000          | 8,4%               |
| 22                 | 22                 | El aniversario                       | 24/05/2023         | 1 040 000          | 7,5%               |
| 23                 | 23                 | La despedida                         | 25/05/2023         | 1 126 000          | 8,1%               |
| 24                 | 24                 | Nos vemos muy pronto                 | 29/05/2023         | 1 353 000          | 9,3%               |
| 25                 | 25                 | Cicatrices                           | 30/05/2023         | 1 136 000          | 7,8%               |
| 26                 | 26                 | Noches de vino y rosas               | 31/05/2023         | 984 000            | 7,0%               |
| 27                 | 27                 | Secretos y mentiras                  | 01/06/2023         | 1 028 000          | 7,5%               |
| 28                 | 28                 | Sueños y pesadillas                  | 05/06/2023         | 1 130 000          | 8,2%               |
| 29                 | 29                 | Decisiones                           | 06/06/2023         | 1 092 000          | 7,7%               |
| 30                 | 30                 | Abrazar la verdad                    | 07/06/2023         | 1 086 000          | 7,9%               |
| 31                 | 31                 | El motivo                            | 08/06/2023         | 1 032 000          | 7,6%               |
| 32                 | 32                 | Mala hierba nunca muere              | 12/06/2023         | 1 266 000          | 9,2%               |
| 33                 | 33                 | Hacer lo correcto                    | 13/06/2023         | 1 101 000          | 8,0%               |
| 34                 | 34                 | Las tres veras                       | 15/06/2023         | 1 395 000          | 10,8%              |
| 35                 | 35                 | Cuestión de puntería                 | 15/06/2023         | 947 000            | 9,2%               |
| 36                 | 36                 | Formas de estar cerca                | 19/06/2023         | 1 174 000          | 8,9%               |
| 37                 | 37                 | Fantasmas                            | 20/06/2023         | 1 050 000          | 8,0%               |
| 38                 | 38                 | Feliz cumpleaños                     | 21/06/2023         | 984 000            | 7,8%               |
| 39                 | 39                 | Un vecino ilustre                    | 22/06/2023         | 982 000            | 8,4%               |
| 40                 | 40                 | Multitud                             | 26/06/2023         | 900 000            | 7,4%               |
| 41                 | 41                 | El trato                             | 27/06/2023         | 841 000            | 6,7%               |
| 42 (I)             | 42 (I)             | Todo perfecto                        | 27/06/2023         | 805 000            | 6,1%               |
| 42 (II)            | 42 (II)            | Todo perfecto                        | 28/06/2023         | 878 000            | 7,7%               |
| 43                 | 43                 | Un accidente                         | 28/06/2023         | 900 000            | 7,4%               |
| 44                 | 44                 | Reconstrucción                       | 29/06/2023         | 820 000            | 6,9%               |
| 45                 | 45                 | Pasado, presente, futuro             | 03/07/2023         | 836 000            | 7,1%               |
| 46 (I)             | 46 (I)             | Raíces                               | 03/07/2023         | 895 000            | 7,3%               |
| 46 (II)            | 46 (II)            | Raíces                               | 04/07/2023         | 808 000            | 7,5%               |
| 47                 | 47                 | Suda, tiembla, canta                 | 04/07/2023         | 897 000            | 7,7%               |
| 48                 | 48                 | Taquicardias                         | 06/07/2023         | 855 000            | 7,9%               |
| 49                 | 49                 | Intimidad                            | 10/07/2023         | 681 000            | 5,4%               |
| 50                 | 50                 | Crimen y castigo                     | 11/07/2023         | 831 000            | 7,5%               |
| 51                 | 51                 | Prisión y presión                    | 12/07/2023         | 751 000            | 7,1%               |
| 52                 | 52                 | Solas                                | 17/07/2023         | 796 000            | 7,3%               |
| 53                 | 53                 | Un ladrón, siempre es un ladrón      | 18/07/2023         | 798 000            | 7,3%               |
| 54                 | 54                 | Los nervios                          | 20/07/2023         | 925 000            | 8,8%               |
| 55                 | 55                 | Primeras palabras                    | 24/07/2023         | 1 189 000          | 10,5%              |
| 56                 | 56                 | Desaparecido                         | 25/07/2023         | 775 000            | 7,3%               |
| 57                 | 57                 | En caída libre                       | 26/07/2023         | 888 000            | 8,6%               |
| 58                 | 58                 | Mano dura                            | 27/07/2023         | 960 000            | 9,3%               |
| 59                 | 59                 | Team building                        | 31/07/2023         | 1 177 000          | 11,1%              |
| 60                 | 60                 | Nuevos líderes                       | 01/08/2023         | 988 000            | 9,3%               |
| 61                 | 61                 | Profecía autocumplida                | 02/08/2023         | 942 000            | 9,2%               |
| 62                 | 62                 | Cosas de fútbol                      | 03/08/2023         | 969 000            | 9,4%               |
| 63                 | 63                 | Ojos de madre                        | 07/08/2023         | 1 090 000          | 10,8%              |
| 64                 | 64                 | Bienvenides a Vera                   | 08/08/2023         | 840 000            | 8,3%               |
| 65                 | 65                 | Un día tranquilo                     | 09/08/2023         | 906 000            | 9,2%               |
| 66                 | 66                 | Divide y vencerás                    | 10/08/2023         | 914 000            | 9,4%               |
| 67                 | 67                 | Elige                                | 14/08/2023         | 831 000            | 9,5%               |
| 68                 | 68                 | Venganza                             | 15/08/2023         | 816 000            | 8,8%               |
| 69                 | 69                 | Día de elecciones                    | 16/08/2023         | 838 000            | 8,6%               |
| 70                 | 70                 | Resacón en la Vera                   | 17/08/2023         | 926 000            | 9,3%               |
| 71                 | 71                 | Héroe de Vera                        | 22/08/2023         | 1 054 000          | 10,5%              |
| 72                 | 72                 | Soy de Vera                          | 23/08/2023         | 887 000            | 9,0%               |
| 73                 | 73                 | Secretos                             | 24/08/2023         | 991 000            | 10,3%              |
| 74                 | 74                 | Hermano                              | 28/08/2023         | 1 185 000          | 10,5%              |
| 75                 | 75                 | Recuperación                         | 29/08/2023         | 994 000            | 8,8%               |
| 76                 | 76                 | Fiesta de despedida                  | 30/08/2023         | 1 100 000          | 10,0%              |
| 77                 | 77                 | Una versión mejor                    | 31/08/2023         | 1 009 000          | 9,4%               |
| 78                 | 78                 | Pasar página                         | 04/09/2023         | 1 305 000          | 10,4%              |
| 79                 | 79                 | Bomba                                | 05/09/2023         | 1 083 000          | 8,8%               |
| 80                 | 80                 | Reconciliación con el pasado         | 06/09/2023         | 989 000            | 8,4%               |
| 81                 | 81                 | Mejor sola…                          | 07/09/2023         | 1 194 000          | 10,2%              |
| 82                 | 82                 | Padre, abuelo y suegro               | 11/09/2023         | 1 101 000          | 8,3%               |
| 83                 | 83                 | El anillo único                      | 13/09/2023         | 957 000            | 7,8%               |
| 84 (I)             | 84 (I)             | Al final de la escapada              | 14/09/2023         | 1 106 000          | 8,9%               |
| 84 (II)            | 84 (II)            | Al final de la escapada              | 18/09/2023         | 1 192 000          | 9,1%               |
| 85                 | 85                 | Una historia de novela               | 18/09/2023         | 1 192 000          | 9,1%               |
| 86                 | 86                 | Un lunar                             | 19/09/2023         | 1 013 000          | 7,8%               |
| 87                 | 87                 | Estoy bien                           | 20/09/2023         | 1 112 000          | 8,5%               |
| 88                 | 88                 | Todo tiene un límite                 | 21/09/2023         | 1 131 000          | 8,9%               |
| 89                 | 89                 | Separación                           | 25/09/2023         | 1 125 000          | 8,6%               |
| 90                 | 90                 | La balada de Julio y Clara           | 26/09/2023         | 936 000            | 7,0%               |
| 91                 | 91                 | Uno de más                           | 27/09/2023         | 1 102 000          | 8,6%               |
| 92                 | 92                 | Una curva malísima                   | 28/09/2023         | 1 084 000          | 8,7%               |
| 93                 | 93                 | Asumir las consecuencias ¿o no?      | 02/10/2023         | 1 218 000          | 9,2%               |
| 94                 | 94                 | Mentiras arriesgadas                 | 03/10/2023         | 1 091 000          | 8,5%               |
| 95                 | 95                 | Un perdón y una condición            | 04/10/2023         | 1 102 000          | 8,5%               |
| 96                 | 96                 | Echar el freno                       | 05/10/2023         | 1 098 000          | 8,9%               |
| 97                 | 97                 | Una herida abierta                   | 09/10/2023         | 994 000            | 7,7%               |
| 98                 | 98                 | El lado oscuro                       | 10/10/2023         | 1 051 000          | 8,3%               |
| 99                 | 99                 | Arrepentimiento                      | 11/10/2023         | 969 000            | 8,2%               |
| 100                | 100                | La verdad duele                      | 16/10/2023         | 1 213 000          | 8,9%               |
| 101                | 101                | La familia: caso cerrado             | 17/10/2023         | 1 067 000          | 7,9%               |
| 102                | 102                | Decir adiós                          | 18/10/2023         | 1 361 000          | 10,1%              |
| 103                | 103                | Como un mueble viejo y pesado        | 19/10/2023         | 1 355 000          | 9,8%               |
| 104                | 104                | La misma piedra                      | 23/10/2023         | 1 101 000          | 8,2%               |
| 105                | 105                | Una cuna vacía                       | 24/10/2023         | 1 071 000          | 7,9%               |
| 106                | 106                | El que se fue a Sevilla...           | 25/10/2023         | 1 188 000          | 8,8%               |
| 107                | 107                | Nadie es perfecto                    | 26/10/2023         | 1 217 000          | 9,3%               |
| 108                | 108                | Aparece y desaparece                 | 30/10/2023         | 1 022 000          | 7,4%               |
| 109                | 109                | Despedidas                           | 31/10/2023         | 996 000            | 8,4%               |
| 110                | 110                | Toda despedida deja secuelas         | 01/11/2023         | 1 129 000          | 8,3%               |
| 111                | 111                | Un anillo y mil dudas                | 02/11/2023         | 1 225 000          | 8,8%               |
| 112                | 112                | Bollos San Benito                    | 06/11/2023         | 1 021 000          | 7,6%               |
| 113                | 113                | Incendios                            | 07/11/2023         | 1 049 000          | 8,1%               |
| 114                | 114                | Agarrarse a la vida                  | 08/11/2023         | 1 057 000          | 7,9%               |
| 115                | 115                | Señales                              | 09/11/2023         | 1 142 000          | 8,2%               |
| 116                | 116                | Noche de bodas en vela               | 13/11/2023         | 1 079 000          | 7,6%               |
| 117                | 117                | La carpeta                           | 14/11/2023         | 1 065 000          | 7,6%               |
| 118                | 118                | Venecia                              | 20/11/2023         | 1 057 000          | 7,5%               |
| 119                | 119                | Superarse o no                       | 21/11/2023         | 1 137 000          | 8,0%               |
| 120                | 120                | Ha nacido una estrella               | 22/11/2023         | 1 058 000          | 7,6%               |
| 121                | 121                | Fiesta de sorpresas                  | 23/11/2023         | 1 172 000          | 8,5%               |
| 122                | 122                | También soy hijo de Ricardo          | 27/11/2023         | 1 048 000          | 7,4%               |
| 123                | 123                | Hijos de Ricardo                     | 28/11/2023         | 1 032 000          | 7,4%               |
| 124                | 124                | Tocar fondo                          | 04/12/2023         | 1 118 000          | 8,2%               |
| 125                | 125                | En los genes                         | 05/12/2023         | 1 017 000          | 7,6%               |
| 126                | 126                | Idas y venidas                       | 06/12/2023         | 1 064 000          | 8,0%               |
| 127                | 127                | Bien está lo que bien acaba          | 11/12/2023         | 1 060 000          | 7,7%               |
| Total              | Total              | Total                                | Total              | 1 062 000          | 8,4%               |

- El primer capítulo se emitió simultáneamente en La 1 (1 451 000 y 10,5%), La 2 (251 000 y 1,8%) y Clan (92 000 y 0,7%).

### Segunda temporada (2023-2024)
| Episodios emitidos | Episodios emitidos | Episodios emitidos            | Episodios emitidos | Episodios emitidos | Episodios emitidos |
| N.º (serie)        | N.º (temp.)        | Título                        | Fecha de emisión   | Audiencia          | Audiencia          |
| N.º (serie)        | N.º (temp.)        | Título                        | Fecha de emisión   | Espectadores       | Cuota              |
| ------------------ | ------------------ | ----------------------------- | ------------------ | ------------------ | ------------------ |
| 128                | 1                  | Nuevo rey para la reina       | 12/12/2023         | 1 069 000          | 7,8%               |
| 129                | 2                  | Cenizas                       | 13/12/2023         | 1 028 000          | 7,6%               |
| 130                | 3                  | Reconstrucción                | 18/12/2023         | 1 100 000          | 8,0%               |
| 131                | 4                  | Dónde dije David digo Diego   | 19/12/2023         | 1 073 000          | 7,8%               |
| 132                | 5                  | Okupados                      | 20/12/2023         | 985 000            | 7,3%               |
| 133                | 6                  | Noche de fiestas              | 27/12/2023         | 929 000            | 7,1%               |
| 134                | 7                  | Mancharse las manos           | 02/01/2024         | 1 172 000          | 8,8%               |
| 135                | 8                  | El pasado siempre vuelve      | 03/01/2024         | 1 205 000          | 9,2%               |
| 136                | 9                  | Las desenterradoras de Vera   | 04/01/2024         | 1 050 000          | 7,9%               |
| 137                | 10                 | De quien menos te lo esperas  | 08/01/2024         | 1 122 000          | 8,1%               |
| 138                | 11                 | La última oportunidad         | 09/01/2024         | 1 084 000          | 7,7%               |
| 139                | 12                 | Abogados                      | 10/01/2024         | 976 000            | 7,0%               |
| 140                | 13                 | Orden en la sala              | 15/01/2024         | 1 009 000          | 7,4%               |
| 141                | 14                 | Culpables                     | 16/01/2024         | 1 021 000          | 7,4%               |
| 142                | 15                 | De lo malo, lo mejor          | 17/01/2024         | 1 038 000          | 7,5%               |
| 143                | 16                 | Regalos de cumpleaños         | 22/01/2024         | 1 085 000          | 7,9%               |
| 144                | 17                 | Pasar página... o casi        | 25/01/2024         | 854 000            | 6,3%               |
| 145                | 18                 | El picorcillo                 | 29/01/2024         | 1 171 000          | 8,4%               |
| 146                | 19                 | Éramos pocos...               | 30/01/2024         | 1 166 000          | 8,5%               |
| 147                | 20                 | 0% de autocontrol             | 31/01/2024         | 1 040 000          | 7,6%               |
| 148                | 21                 | Eva al desnudo                | 01/02/2024         | 1 006 000          | 7,3%               |
| 149                | 22                 | Apagando fuegos               | 05/02/2024         | 994 000            | 7,1%               |
| 150                | 23                 | La Nude Performance           | 08/02/2024         | 986 000            | 7,0%               |
| 151                | 24                 | El buen hermano               | 12/02/2024         | 941 000            | 7,0%               |
| 152                | 25                 | La auténtica boda Lasierra    | 13/02/2024         | 908 000            | 6,6%               |
| 153                | 26                 | La pulsera                    | 14/02/2024         | 1 076 000          | 8,1%               |
| 154                | 27                 | Cada vuelo, un nuevo comienzo | 15/02/2024         | 999 000            | 7,3%               |
| 155                | 28                 | Víctima o verdugo             | 19/02/2024         | 941 000            | 6,7%               |
| 156                | 29                 | Sexo, mentiras y secretos     | 20/02/2024         | 943 000            | 7,0%               |
| 157                | 30                 | El último partido de Rafa     | 21/02/2024         | 981 000            | 7,2%               |
| 158                | 31                 | La viuda negra                | 22/02/2024         | 1 076 000          | 7,6%               |
| 159                | 32                 | Rosquillas                    | 26/02/2024         | 1 123 000          | 8,1%               |
| 160                | 33                 | Obras son amores              | 28/02/2024         | 1 180 000          | 8,6%               |
| 161                | 34                 | Ay, señor, señor              | 04/03/2024         | 1 056 000          | 7,6%               |
| 162                | 35                 | Un muffin y el cubo de Rubik  | 05/03/2024         | 1 048 000          | 7,7%               |
| 163                | 36                 | Ni santos ni inocentes        | 06/03/2024         | 944 000            | 6,9%               |
| 164                | 37                 | Llegar al fondo del asunto    | 07/03/2024         | 942 000            | 7,0%               |
| 165                | 38                 | El entierro                   | 11/03/2024         | 1 037 000          | 7,5%               |
| 166                | 39                 | Principios y finales          | 12/03/2024         | 932 000            | 6,8%               |
| 167                | 40                 | Siempre a tu vera             | 13/03/2024         | 1 012 000          | 7,4%               |
| 168                | 41                 | Que no decaigan las fiestas   | 14/03/2024         | 928 000            | 7,0%               |
| 169                | 42                 | A propósito de Diego          | 18/03/2024         | 1 034 000          | 8,0%               |
| 170                | 43                 | El Diego de ayer              | 19/03/2024         | 1 002 000          | 7,6%               |
| 171                | 44                 | Mi yo miserable               | 20/03/2024         | 1 040 000          | 7,7%               |
| 172                | 45                 | A la segunda va la vencida    | 21/03/2024         | 952 000            | 7,2%               |
| 173                | 46                 | Tal día como hoy              | 25/03/2024         | 1 016 000          | 7,8%               |
| 174                | 47                 | La tercera mujer              | 27/03/2024         | 846 000            | 6,9%               |
| 175                | 48                 | La ambulancia                 | 28/03/2024         | 816 000            | 6,8%               |
| 176                | 49                 | En terapia                    | 01/04/2024         | 1 100 000          | 8,3%               |
| 177                | 50                 | Bienvenido a la familia       | 02/04/2024         | 938 000            | 7,0%               |
| 178                | 51                 | El camino de la fe            | 03/04/2024         | 1 056 000          | 8,1%               |
| 179                | 52                 | Secreto de confesión          | 04/04/2024         | 905 000            | 7,0%               |
| 180                | 53                 | Lo que el retrato esconde     | 08/04/2024         | 1 096 000          | 8,0%               |
| 181                | 54                 | Bautismo                      | 09/04/2024         | 877 000            | 6,4%               |
| 182                | 55                 | Recuerda                      | 10/04/2024         | 899 000            | 6,8%               |
| 183                | 56                 | Las piezas del puzle          | 11/04/2024         | 959 000            | 7,4%               |
| 184                | 57                 | Donde caben dos, caben tres   | 15/04/2024         | 1 039 000          | 7,7%               |
| 185                | 58                 | Divorcio de viene y va        | 16/04/2024         | 820 000            | 6,2%               |
| 186                | 59                 | Buscando a Diego              | 17/04/2024         | 829 000            | 6,3%               |
| 187                | 60                 | Desi, a examen                | 18/04/2024         | 951 000            | 7,2%               |
| 188                | 61                 | Fuera de juego                | 22/04/2024         | 930 000            | 7,0%               |
| 189                | 62                 | Rescate en Vera               | 23/04/2024         | 846 000            | 6,6%               |
| 190                | 63                 | Un beso y un adiós            | 24/04/2024         | 869 000            | 6,5%               |
| 191                | 64                 | Amor en la escala Richter     | 25/04/2024         | 783 000            | 5,9%               |
| 192                | 65                 | Cimientos                     | 29/04/2024         | 1 037 000          | 7,5%               |
| Total              | Total              | Total                         | Total              | 998 000            | 7,4%               |

### Tercera temporada (2024)
| Episodios emitidos      | Episodios emitidos | Episodios emitidos           | Episodios emitidos | Episodios emitidos | Episodios emitidos |
| N.º (serie)             | N.º (temp.)        | Título                       | Fecha de emisión   | Audiencia          | Audiencia          |
| N.º (serie)             | N.º (temp.)        | Título                       | Fecha de emisión   | Espectadores       | Cuota              |
| ----------------------- | ------------------ | ---------------------------- | ------------------ | ------------------ | ------------------ |
| 193                     | 1                  | La familia crece             | 01/05/2024         | 829 000            | 6,1%               |
| 194                     | 2                  | Luz al final de túnel        | 02/05/2024         | 775 000            | 6,0%               |
| 195                     | 3                  | Prohibido rascarse           | 06/05/2024         | 972 000            | 7,3%               |
| 196                     | 4                  | Una madre es una madre       | 07/05/2024         | 753 000            | 5,5%               |
| 197                     | 5                  | Una respuesta que no aparece | 08/05/2024         | 755 000            | 5,7%               |
| 198                     | 6                  | Homo Veris                   | 13/05/2024         | 841 000            | 6,5%               |
| 199                     | 7                  | La cabra tira al monte       | 14/05/2024         | 827 000            | 6,3%               |
| 200                     | 8                  | Modelo a seguir              | 15/05/2024         | 816 000            | 6,1%               |
| 201                     | 9                  | Decisiones arriesgadas       | 16/05/2024         | 757 000            | 5,9%               |
| 202                     | 10                 | Mentiras piadosas            | 20/05/2024         | 943 000            | 7,1%               |
| 203                     | 11                 | El vídeo de Pablo            | 21/05/2024         | 913 000            | 7,1%               |
| 204                     | 12                 | Secuestro en familia         | 22/05/2024         | 892 000            | 7,0%               |
| 205                     | 13                 | Guacamole                    | 23/05/2024         | 761 000            | 6,0%               |
| 206                     | 14                 | Historias enterradas         | 27/05/2024         | 930 000            | 7,3%               |
| 207                     | 15                 | Lo imborrable                | 28/05/2024         | 883 000            | 7,2%               |
| 208                     | 16                 | La hija de Azucena           | 29/05/2024         | 798 000            | 6,7%               |
| 209                     | 17                 | Secretos con clase           | 30/05/2024         | 698 000            | 5,8%               |
| 210                     | 18                 | Recuerdo desbloqueado        | 03/06/2024         | 892 000            | 7,1%               |
| 211                     | 19                 | El cotilleo del siglo        | 10/06/2024         | 889 000            | 6,8%               |
| 212                     | 20                 | La princesa destronada       | 11/06/2024         | 728 000            | 5,7%               |
| 213                     | 21                 | Madre no hay más que una     | 12/06/2024         | 771 000            | 6,1%               |
| 214                     | 22                 | Tres tristes vídeos          | 13/06/2024         | 761 000            | 6,4%               |
| 215                     | 23                 | Superfan                     | 27/06/2024         | 703 000            | 6,3%               |
| 216                     | 24                 | El test de Bea               | 03/07/2024         | 698 000            | 6,4%               |
| 217                     | 25                 | Los hackers de Vera          | 04/07/2024         | 647 000            | 6,2%               |
| 218                     | 26                 | Pasatiempos                  | 11/07/2024         | 603 000            | 5,9%               |
| 219                     | 27                 | Tierra por el medio          | 16/07/2024         | 662 000            | 6,4%               |
| 220                     | 28                 | El secuestro de Schrödinger  | 17/07/2024         | 644 000            | 6,5%               |
| 221                     | 29                 | Yago y el lobo               | 18/07/2024         | 614 000            | 6,2%               |
| 222                     | 30                 | Vente a Alemania             | 23/07/2024         | 535 000            | 5,5%               |
| 223                     | 31                 | Poca puntería                | 24/07/2024         | 653 000            | 6,8%               |
| 224                     | 32                 | Fuera de lugar               | 25/07/2024         | 575 000            | 6,3%               |
| 225                     | 33                 | Noche de desenfreno          | 30/07/2024         | 692 000            | 6,9%               |
| 226                     | 34                 | Una vida predecible          | 01/08/2024         | 617 000            | 6,4%               |
| 227                     | 35                 | Las prisas sí son buenas     | 07/08/2024         | 643 000            | 6,8%               |
| 228                     | 36                 | Resacas milagrosas           | 08/08/2024         | 589 000            | 6,4%               |
| 229                     | 37                 | No me cuentes milagros       | 13/08/2024         | 602 000            | 6,4%               |
| 230                     | 38                 | Jon Romaña contra el mundo   | 14/08/2024         | 514 000            | 5,9%               |
| 231                     | 39                 | Distintas versiones          | 15/08/2024         | 582 000            | 6,9%               |
| 232                     | 40                 | Nadie confía en nadie        | 20/08/2024         | 575 000            | 6,3%               |
| 233                     | 41                 | Corto y cambio               | 21/08/2024         | 597 000            | 6,7%               |
| 234                     | 42                 | De dos en dos                | 22/08/2024         | 505 000            | 6,0%               |
| 235                     | 43                 | El doble de problemas        | 27/08/2024         | 581 000            | 5,8%               |
| 236                     | 44                 | La noche más larga           | 28/08/2024         | 625 000            | 6,7%               |
| 237                     | 45                 | Hacer lo correcto            | 29/08/2024         | 605 000            | 6,3%               |
| 238                     | 46                 | El nuevo sargento            | 03/09/2024         | 628 000            | 5,4%               |
| 239                     | 47                 | Por la espalda               | 04/09/2024         | 638 000            | 5,7%               |
| 240                     | 48                 | Crash                        | 09/09/2024         | RTVE Play          | RTVE Play          |
| 241                     | 49                 | Trapos sucios                | 10/09/2024         | RTVE Play          | RTVE Play          |
| 242                     | 50                 | La prueba                    | 11/09/2024         | RTVE Play          | RTVE Play          |
| 243                     | 51                 | Noches en vela               | 12/09/2024         | RTVE Play          | RTVE Play          |
| 244                     | 52                 | Desobediencia civil          | 16/09/2024         | RTVE Play          | RTVE Play          |
| 245                     | 53                 | Cyrano de Vera               | 17/09/2024         | RTVE Play          | RTVE Play          |
| 246                     | 54                 | ¿Jugamos una partida?        | 18/09/2024         | RTVE Play          | RTVE Play          |
| 247                     | 55                 | Colegiada Silvia Lasierra    | 19/09/2024         | RTVE Play          | RTVE Play          |
| 248                     | 56                 | Tacones cercanos             | 23/09/2024         | RTVE Play          | RTVE Play          |
| 249                     | 57                 | La doble sentencia           | 24/09/2024         | RTVE Play          | RTVE Play          |
| 250                     | 58                 | Ni olvido ni perdón          | 25/09/2024         | RTVE Play          | RTVE Play          |
| 251                     | 59                 | Esclavos de las palabras     | 26/09/2024         | RTVE Play          | RTVE Play          |
| 252                     | 60                 | Arroz con cositas            | 30/09/2024         | RTVE Play          | RTVE Play          |
| 253                     | 61                 | Quemar naves                 | 01/10/2024         | RTVE Play          | RTVE Play          |
| 254                     | 62                 | Un cadáver familiar          | 02/10/2024         | RTVE Play          | RTVE Play          |
| 255                     | 63                 | Llamaradas                   | 03/10/2024         | RTVE Play          | RTVE Play          |
| 256                     | 64                 | Carne y hueso                | 07/10/2024         | RTVE Play          | RTVE Play          |
| 257                     | 65                 | Volver a morir               | 08/10/2024         | RTVE Play          | RTVE Play          |
| 258                     | 66                 | Alzar la voz                 | 09/10/2024         | RTVE Play          | RTVE Play          |
| 259                     | 67                 | Las cuatro estrellas         | 10/10/2024         | RTVE Play          | RTVE Play          |
| Especial final de serie |                    |                              | 10/10/2024         | RTVE Play          | RTVE Play          |
| Total                   | Total              | Total                        | Total              | 713 000            | 6,4%               |

### Audiencia media por meses
| Audiencia media por meses | Audiencia media por meses | Audiencia media por meses | Audiencia media por meses | Audiencia media por meses |
| Año                       | Mes                       | N.⁰ de emisiones          | Audiencia                 | Audiencia                 |
| Año                       | Mes                       | N.⁰ de emisiones          | Espectadores              | Cuota                     |
| ------------------------- | ------------------------- | ------------------------- | ------------------------- | ------------------------- |
| 2023                      | Abril                     | 5                         | 1 278 000                 | 9,2%                      |
| 2023                      | Mayo                      | 19                        | 1 167 000                 | 8,3%                      |
| 2023                      | Junio                     | 19                        | 1 022 000                 | 7,9%                      |
| 2023                      | Julio                     | 16                        | 879 000                   | 8,0%                      |
| 2023                      | Agosto                    | 18                        | 959 000                   | 9,5%                      |
| 2023                      | Septiembre                | 15                        | 1 095 000                 | 8,6%                      |
| 2023                      | Octubre                   | 17                        | 1 124 000                 | 8,8%                      |
| 2023                      | Noviembre                 | 14                        | 1 091 000                 | 7,9%                      |
| 2023                      | Diciembre                 | 10                        | 1 044 000                 | 7,7%                      |
| 2023                      | Total                     | 133                       | 1 073 000                 | 8,4%                      |
| 2024                      | Enero                     | 14                        | 1 071 000                 | 7,8%                      |
| 2024                      | Febrero                   | 13                        | 1 012 000                 | 7,3%                      |
| 2024                      | Marzo                     | 15                        | 974 000                   | 7,3%                      |
| 2024                      | Abril                     | 17                        | 937 000                   | 7,1%                      |
| 2024                      | Mayo                      | 17                        | 832 000                   | 6,4%                      |
| 2024                      | Junio                     | 6                         | 791 000                   | 6,4%                      |
| 2024                      | Julio                     | 10                        | 632 000                   | 6,3%                      |
| 2024                      | Agosto                    | 12                        | 586 000                   | 6,4%                      |
| 2024                      | Septiembre                | 15                        | 633 000                   | 5,5%                      |
| 2024                      | Octubre                   | 7                         | RTVE Play                 | RTVE Play                 |
| 2024                      | Total                     | 126                       | 830 000                   | 6,7%                      |